# Горетово (Рязанская область)
Горетово — село в Рязанском районе Рязанской области России, входит в состав Вышгородского сельского поселения.

## География
Село расположено на правом берегу Оки в 18 км к юго-востоку от Рязани.

## История
Горетово в качестве села упоминается в приправочных книгах города Пронска 1597 года. В селе числились церкви Ильи Пророка и великомученицы Парасковеи Пятницы. В 1844 году восстановленная церковь Ильи Пророка была приписана к селу Кораблино. 
В XIX — начале XX века село входило в состав Астроминской волости Рязанского уезда Рязанской губернии, с 1925 года — в составе Вышгородской волости. В 1905 году в селе имелся 51 двор.
С 1929 года село входило в состав Кораблинского сельсовета Рязанского района Рязанского округа Московской области, с 1937 года — в составе Рязанской области, с 2005 года — в составе Кораблинского сельского поселения, с 2017 года — в составе Вышгородского сельского поселения.

## Население
| 1859 | 1906 | 2010 |
| ---- | ---- | ---- |
| 152  | ↗352 | ↘78  |